# 龙三公
龙三公（？—1957年），广东连南人，中华人民共和国政治人物。
1954年，当选第一届全国人民代表大会代表。